# Christophe Mougeot
Pour les articles homonymes, voir Mougeot.
Pas d'image ? Cliquez ici

a Compétitions nationales et continentales officielles uniquement.

b Matchs officiels uniquement.
Dernière mise à jour le 13 janvier 2024.
Christophe Mougeot, est né le 22 novembre 1963 à Dijon. C'est un joueur de rugby à XV, qui a joué avec l'équipe de France, au Stade dijonnais et au CA Bègles. Il évolue au poste de deuxième ligne (1,94 m pour 115 kg).

## Carrière de joueur

### En équipe nationale
Il a disputé son premier test match le 1er février 1992 contre le Pays de Galles, et son dernier test match contre l'Argentine, le 14 novembre 1992.

## Palmarès

### En club
- Vainqueur du Championnat de France de première division en 1991 avec le CA Bègles.
- Finaliste du Challenge Yves du Manoir en 1991 et 1995 avec le CA Bègles.

### En équipe nationale
- Sélections en équipe nationale : 3
- Sélections par année : 3 en 1992